# Цзэн, Робин
Робин Цзэн (кит. упр. 曾毓群); (англ. Robin Zeng) родился в марте 1968 года, в городе Ниндэ, провинции Фуцзянь, к юго-востоку от Китая) — китайский предприниматель, с 2011 года основатель и генеральный директор компании Contemporary Amperex Technology Co. Limited, миллиардер.
Занимает 3 место в списке самых богатых людей Китая в рейтинге журнала Forbes (3 ноября 2021) и 29 место в списке миллиардеров 2022 года.

## Биография
Он хорошо учился, его результаты экзаменов входили в пятерку лучших результатов в классе. Окончив неполную начальную школу, был принят в национальную среднюю школу Ниндэ, одну из главных школ провинции Фуцзянь.
В 18 лет поступил в Шанхайский университет Цзяотун, чтобы изучать морскую инженерию. После окончания учёбы он устроился на завод по производству электронных компонентов, где проработал 10 лет.
Позже он продолжил обучение в Южно-Китайском технологическом университете и стал магистром в 2001 году. А в 2006 году он получил докторскую степень по физике.

## Деятельность
В 1999 году он основал компанию Amperex Technology Limited (ATL), которая занимается производством топливных элементов и литий-полимерных аккумуляторов. В 2005 году ATL была приобретена японской компанией TDK за 100 млн долларов, но Цзэн продолжал работать менеджером в ATL.
В 2011 году Цзэн и вице-председатель Хуан Шилин перенесли производство батарей для электромобилей ATL в новую компанию CATL, которая производит литий-ионные перезаряжаемые батареи и в последующие годы стала одним из ведущих мировых производителей.
С июня 2018 года акции CATL торгуются на Шэньчжэньской фондовой бирже.
По состоянию на март 2022 года его состояние оценивалось в 50,8 миллиарда долларов, что делало его одним из самых богатых людей Китая и Гонконга.